# Anopheles murphyi
Anopheles murphyi är en tvåvingeart som beskrevs av Gillies och Meillon 1968. Anopheles murphyi ingår i släktet Anopheles och familjen stickmyggor. Inga underarter finns listade i Catalogue of Life.